# Muratti
Muratti je godišnji muški nogometni susret, uveden 1905. 

Igraju ga međusobno izabrane vrste britanskih posjedâ s Kanalskih otokâ: Guernseya, Jerseya i Alderneya.
Nagrada je trofej imena "Muratti Vase" (Muratti vaza).

Poznati engleski igrači Matthew Le Tissier i Graeme Le Saux su se borili za Muratti, igrajući za Guernsey i Jersey.
 
Otkad je natjecanje pokrenuto, susret za Muratti s igra na obama otocima naizmjence. Prekid je nastao samo u godinama od 1915. – 1919. i 1940. – 1946. zbog svjetskih ratova.

Sudionice nastupaju u svojim nacionalnim bojama; Guernsey u zelenim i bijelim, Jersey u crvenim i bijelim te Alderney u plavim i bijelim.

Cimandis je pokrovitelj od 2006. godine.
Danas Muratti ima i žensko i juniorsko natjecanje (Ladies' i Junior).
Jersey je pobijedio na natjecanju 48 puta, Guernsey 42 puta, a Alderney samo jednom (1920.).
2006. je Jersey osvojio Muratti pobjedom od 3:2. Treći pogodak za pobjedu je postigao Peter Vincenti ml. (sin trenutačnog jerseyjskog trenera).

Jerseyjske redarstvene snage su poslije dale izvješća o nizu nasilnih izgreda koji su izbili između mjesnih takmaca, nakon susreta završnice 2006.
2007. se poluzavršnica igrala između Alderneyja i Guernseyja u subotu 17. ožujka. Ishod je bio 5:0 za Guernsey. Pobjednik je igrao protiv Jerseyja na stadionu Footes Lane u nedjelju 6. svibnja. Rezultat završnice je bio 0:0, pa su se izvodili jedanaesterci, nakon kojih je pobijedio Jersey rezultatom 7:6.
Iste godine se za ženski trofej igrao susret između Guernseyja i Jerseyja (Guernsey Ladies protiv Jersey Ladies), na stadionu Footes Lane u ponedjeljak 7. svibnja. Rezultat je bio 3:1 za Jersey, a svi pogodci su postignuti u produžetcima.

## Vanjske poveznice
- Službene stranice  Arhivirana inačica izvorne stranice od 11. ožujka 2008. (Wayback Machine)
- Rezultati Murattija od 1905.-2005.
- BBC O Murattiju